# Birgitta Haukdal

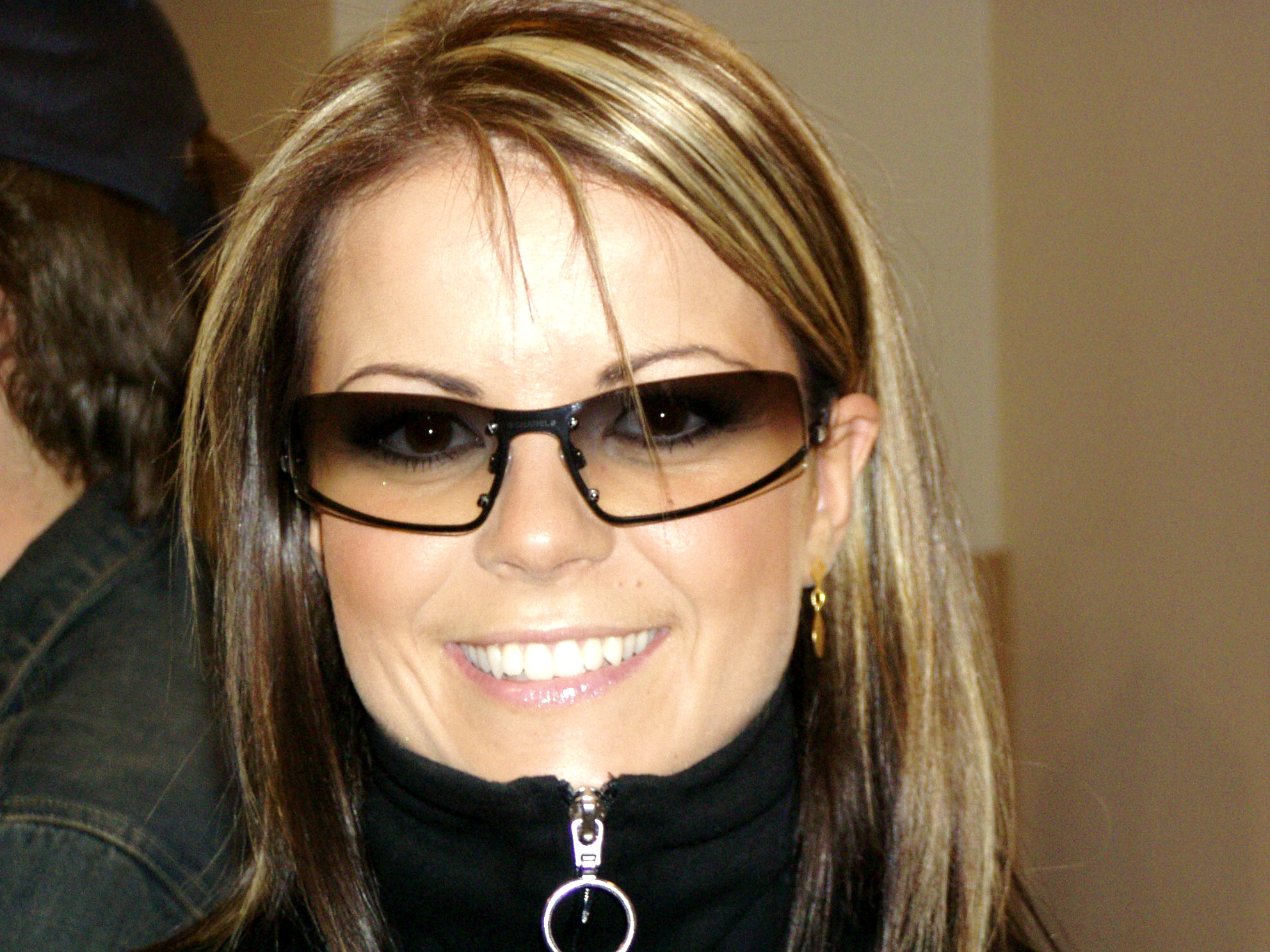
Birgitta Haukdal, 2003

Birgitta Haukdal Brynjarsdóttir (* 28. Juli 1979 in Húsavík, Island) ist eine isländische Popsängerin.

## Leben und Wirken
Im November 1999 schloss sie sich der Popgruppe Írafár als Ersatz für den Leadsänger an. Im Sommer 2000 veröffentlichte die Band ihre erste Single: Hvar er ég? (Wo bin ich?). Zwei weitere Singles folgten 2001. 2002 erhielt die Band einen Plattenvertrag bei Skifan, Islands größtem Plattenlabel. Dort erschien im November 2002 ihr erstes Album Allt sem ég sé (Alles, was ich sehe). Das Album wurde in Island zum schnellstverkauften Album der letzten 25 Jahre und erreichte Platinstatus.
2003 wurde Birgitta Haukdal zum Popstar des Jahres und zur Künstlerin des Jahres gewählt. Sie gewann außerdem mit ihrem Titel Segðu mér allt (Sag mir alles) die nationale Vorentscheidung für den Eurovision Song Contest. Beim Finale in Riga sang sie das Lied jedoch auf Englisch (Open your heart) und belegte damit den achten Platz.